# Tramwaje w Riazaniu

Schemat linii tramwajowych w Riazaniu

Tramwaje w Riazaniu − zlikwidowany system komunikacji tramwajowej w rosyjskim mieście Riazań. 

## Historia
Tramwaje w Riazaniu otwarto 3 stycznia 1963. Maksymalnie w Riazaniu działały dwie linie. Nie były one oznaczane numerami ale nazwą końcówki. W 2006 zlikwidowano trasę do ЗХВ. Tory na tej trasie rozebrano w 2010. Do 1997 eksploatowano składy tramwajowe. Tramwaje zamknięto 15 kwietnia 2010. W mieście działała jedna zajezdnia tramwajowa. 

## Tabor
Pierwszym typem tramwajów dostarczonych do Riazania były wagony typu KTM/KTP-2. Od 1978 rozpoczęto dostawy tramwajów KTM-5, które trwały do 1983. Wycofano wtedy starsze tramwaje KTM/KTP-2 i RVZ-6. Najnowszymi tramwajami w Riazaniu były wagony dostarczone na początku lat 90. typu KTM-8K. W końcowym okresie eksploatacji w ruchu znajdowało się 9 wagonów w dni powszednie i 4 w weekendy. 